# Alexandre Boyon
Pour les articles homonymes, voir Boyon.
Alexandre Boyon, né le 5 mai 1966 à Saint-Maur-des-Fossés (Val-de-Marne), est un journaliste sportif français travaillant pour France Télévisions.
Principalement connu pour son métier, il est spécialiste des sports olympiques, et commente sur les chaînes du groupe France Télévisions les compétitions de natation (depuis 1997), d'aviron (depuis 1997), de ski alpin (de 2007 à 2017), d'athlétisme (depuis les championnats du monde 2009), et de biathlon (depuis 2018).

## Biographie

### Enfance, jeunesse et formation
Né d'un père pratiquant l'aviron, Alexandre Boyon commence à être initié très jeune à cette discipline. Passionné de sport, il est aussi licencié en natation à l’âge de 10 ans. Persévérant dans sa pratique de l'aviron, il atteint par la suite le haut-niveau et est sacré champion de France élite 4 barré en 1988 et 1989. Il arrête à l’âge de 25 ans, déclarant dans une interview en 2024 n'avoir « pas su passer le cap pour aller au-dessus ».
Ses études débutent par un DEUG de sciences économiques, puis Boyon poursuit avec une maîtrise de gestion à Dauphine puis un troisième cycle de communication à Nantes. Il se dirige vers le journalisme sportif à l'occasion d'un stage au sein de TV8 Mont-Blanc, où il parvient à « concilier [ses] deux passions, le sport et la télévision ».

### Carrière chez France Télévisions
Ainsi, Alexandre Boyon retrouve le milieu sportif en rejoignant France Télévisions en 1992.
De 1997 à 2013, il commente les compétitions de natation avec Michel Rousseau, accompagnés de Roxana Maracineanu de 2007 à 2013. Il commente ensuite la natation aux côtés de Frédérick Bousquet et Roxana Maracineanu (2014), Laure Manaudou et Philippe Lucas (2015 à 2016), Florent Manaudou et Ludivine Loiseau (2017 à 2018), Yannick Agnel (2019 à 2021) puis de Camille Lacourt à partir de 2022.
À partir des Jeux olympiques d'été de 2000, il commente les cérémonies d'ouvertures et de clôture de l'événément diffusées par France Télévisions. Ainsi, en 2010, il commente la cérémonie d'ouverture des JO de Vancouver avec Daniel Bilalian et Roch Voisine. En 2014, il commente la cérémonie d'ouverture des JO de Sotchi avec Daniel Bilalian et Alban Mikoczy. En 2016, il commente la cérémonie d'ouverture des JO de Rio avec Daniel Bilalian et Raí, la cérémonie de clôture avec Lionel Chamoulaud et Raí, les épreuves de natation avec Laure Manaudou et Philippe Lucas, les épreuves d'athlétisme avec Patrick Montel, Stéphane Diagana et Éric-Emmanuel Schmitt et de pentathlon moderne avec Adèle Stern. Il commente aussi les cérémonies d'ouverture et de clôture des Jeux paralympiques de Rio avec Patrick Montel et Jean Minier.
En 2017, France Télévisions renouvelle de nouveau ses consultants pour la natation. Il commente les championnats du monde de natation 2017 avec Florent Manaudou et Ludivine Loiseau.
À partir de décembre 2017, il cède les commentaires du ski alpin à Alexandre Pasteur, ancien commentateur de la discipline sur Eurosport de 1995 à 2017, et devient alors le commentateur du biathlon à partir des Jeux olympiques d'hiver de 2018,. En 2018, il commente la cérémonie d'ouverture des JO de Pyeongchang avec Alexandre Pasteur et Martine Prost (d), ancienne directrice de l’Institut d’études coréennes au Collège de France. Il commente aussi les cérémonies d'ouverture et de clôture des Jeux paralympiques de Pyeongchang avec Patrick Montel et Vincent Gauthier-Manuel.
En 2018, il commente aussi les épreuves de natation des championnats sportifs européens avec Florent Manaudou.
En avril 2019, il commente le Marathon de Paris avec Stéphane Diagana après la suspension de l'habituel commentateur Patrick Montel pour des propos polémiques sur le dopage,.
Du 27 septembre au 6 octobre 2019, il couvre les championnats du monde d'athlétisme à Doha au sein d'une équipe renouvelée composée de Laurent Luyat, Alexandre Pasteur, Stéphane Diagana et Yohann Diniz.
En 2021, il commente la cérémonie d'ouverture des JO de Tokyo avec Thierry Marx et Églantine Éméyé, les épreuves de natation avec Yannick Agnel (bassin) ou Aurélie Muller (eau libre), les épreuves d'athlétisme avec Alexandre Pasteur et Stéphane Diagana,  les épreuves de pentathlon moderne avec Amélie Cazé et la cérémonie de clôture avec Marie-Christelle Maury et Thierry Marx,.
En 2022, il commente le biathlon aux Jeux olympiques de Pékin en compagnie de la championne olympique du relais-mixte Marie Dorin-Habert.
En 2024, il commente les cérémonies d'ouverture et de clôture des jeux olympiques de Paris, avec Daphné Bürki et Laurent Delahousse. Il commente également les épreuves de natation aux côtés de Camille Lacourt et Laure Manaudou, de natation en eau libre avec Aurélie Muller et d'athlétisme avec Alexandre Pasteur, Stéphane Diagana et Maryse Éwanjé-Épée.

## Palmarès sportif
Il est champion de France élite en 4 barré (sprint) en 1988 et 1989. 

## Distinctions
Il a reçu le prix du meilleur reportage sportif dans la catégorie JT au Micro d’or 1994, et dans la catégorie magazine au Micro d’or 2000.
En 2008, il reçoit le Prix du commentateur sportif décerné par l'association des écrivains sportifs. Ce prix est décerné à un journaliste, professionnel, commentateur audiovisuel, aux connaissances et au jugement appréciés qui, dans ses interventions sur le sport, se sera exprimé avec le souci constant de respecter les règles de la langue française.